# Giải bóng đá bãi biển vô địch quốc gia 2012
Giải bóng đá bãi biển vô địch quốc gia 2012 (với tên gọi chính thức: Giải bóng đá bãi biển toàn quốc 2012) là giải bóng đá bãi biển được tổ chức lần thứ tư của Giải bóng đá bãi biển vô địch quốc gia tại Việt Nam do VFF tổ chức từ ngày 19 tháng 5 đến ngày 27 tháng 5 năm 2012 tại bãi biển Nha Trang, Khánh Hòa.

## Các đội bóng
Có 8 đội bóng tham dự giải được chia thành 2 bảng:
| Bảng A                          | Bảng B                       |
| ------------------------------- | ---------------------------- |
| Khánh Hòa (Chủ nhà)             | Bà Rịa Vũng Tàu              |
| Kim Toàn Ngũ Hành Sơn – Đà Nẵng | Pymepharco Phú Yên           |
| Thuận An Huế                    | Quang Huy Mobile - Khánh Hòa |
| Bình Thuận                      | Vietcombank Quảng Nam        |

Tám đội bóng được chia thành 2 nhóm A và B, 4 đội/nhóm thi đấu vòng tròn một lượt ở mỗi nhóm để tính điểm, xếp hạng. Đội nhất nhóm A sẽ gặp đội nhì nhóm B và đội nhất nhóm B sẽ gặp đội nhì nhóm A tại bán kết. Hai đội thua bán kết xếp đồng hạng Ba, hai đội thắng bán kết giành quyền thi đấu chung kết tranh vô địch.
Tất cả các trận đấu của giải nếu sau 3 hiệp thi đấu chính thức (tổng 36 phút, mỗi hiệp 12 phút) kết thúc với tỷ số hoà sẽ thi đá luân lưu 9m để xác định đội thắng. Điểm đáng lưu ý, phương thức đá luân lưu sẽ được thực hiện theo luật "knock-out", nghĩa là mỗi đội sẽ đá 1 quả, nếu phân định thắng thua thì dừng, nếu chưa phân định thắng thua mới đá tiếp quả thứ 2.
Cách tính điểm xếp hạng:
- Đội thắng: 3 điểm
- Đội thắng luân lưu: 1 điểm
- Đội thua: 0 điểm.

## Lịch thi đấu và kết quả thi đấu

### Bảng A
| Thứ hạng | Đội bóng                        | Trận | Thắng | Thắng luân lưu | Thua | Hiệu số | Điểm | Vòng bán kết |
| 1        | Khánh Hòa                       | 3    | 3     | 0              | 0    | 10-3    | 9    | Vào bán kết  |
| 2        | Thuận An Huế                    | 3    | 1     | 1              | 1    | 11-6    | 5    | Vào bán kết  |
| 3        | Bình Thuận                      | 3    | 1     | 0              | 2    | 10-19   | 3    |              |
| 4        | Kim Toàn Ngũ Hành Sơn - Đà Nẵng | 3    | 0     | 0              | 3    | 7-10    | 0    |              |

Ghi chúĐội thắng sau 3 hiệp chính được 3 điểm, Đội thắng luân lưu được 1 điểm, đội thua 0 điểm.

### Bảng B
| Thứ hạng | Đội                          | Trận | Thắng | Thắng luân lưu | Thua | Hiệu số | Điểm | Vòng bán kết |
| 1        | Quang Huy Mobile - Khánh Hòa | 3    | 3     | 0              | 0    | 19-8    | 9    | Vào bán kết  |
| 2        | Vietcombank Quảng Nam        | 3    | 2     | 0              | 1    | 13-15   | 6    | Vào bán kết  |
| 3        | Pymepharco Phú Yên           | 3    | 1     | 0              | 2    | 13-16   | 3    |              |
| 4        | Bà Rịa Vũng Tàu              | 3    | 0     | 0              | 3    | 11-17   | 0    |              |

Ghi chúĐội thắng sau 3 hiệp chính được 3 điểm, Đội thắng luân lưu được 1 điểm, đội thua 0 điểm
| Ngày                | Bảng | Giờ   | Đội 1                           | Tỷ số             | Đội 2                           |
| 19 tháng 5 năm 2012 | A    | 14h30 | Khánh Hòa                       | 1-0               | Kim Toàn Ngũ Hành Sơn - Đà Nẵng |
| 19 tháng 5 năm 2012 | A    | 16h00 | Thuận An Huế                    | 8-1               | Bình Thuận                      |
| 20 tháng 5 năm 2012 | B    | 14h30 | Vietcombank Quảng Nam           | 5-4               | Pymepharco Phú Yên              |
| 20 tháng 5 năm 2012 | B    | 16h00 | Quang Huy Mobile - Khánh Hòa    | 5-3               | Bà Rịa Vũng Tàu                 |
| 21 tháng 5 năm 2012 | A    | 14h30 | Bình Thuận                      | 2-6               | Khánh Hòa                       |
| 21 tháng 5 năm 2012 | A    | 16h00 | Kim Toàn Ngũ Hành Sơn - Đà Nẵng | 2 - 2 (9m: 0 - 1) | Thuận An Huế                    |
| 22 tháng 5 năm 2012 | B    | 14h30 | Bà Rịa Vũng Tàu                 | 4-6               | Vietcombank Quảng Nam           |
| 22 tháng 5 năm 2012 | B    | 16h00 | Pymepharco Phú Yên              | 3-7               | Quang Huy Mobile - Khánh Hòa    |
| 23 tháng 5 năm 2012 | A    | 14h30 | Kim Toàn Ngũ Hành Sơn - Đà Nẵng | 5-7               | Bình Thuận                      |
| 23 tháng 5 năm 2012 | A    | 16h00 | Thuận An Huế                    | 1-3               | Khánh Hòa                       |
| 24 tháng 5 năm 2012 | B    | 14h30 | Pymepharco Phú Yên              | 6-4               | Bà Rịa Vũng Tàu                 |
| 24 tháng 5 năm 2012 | B    | 16h00 | Quang Huy Mobile - Khánh Hòa    | 7-2               | Vietcombank Quảng Nam           |

## Vòng bán kết
| Khánh Hòa | 6-4     | VietComBank Quảng Nam |
| --------- | ------- | --------------------- |
|           | Kết quả |                       |

| Quang Huy Mobile - Khánh Hòa | 3-6     | Thuận An Thừa Thiên Huế |
| ---------------------------- | ------- | ----------------------- |
|                              | Kết quả |                         |

## Trận chung kết
| Khánh Hòa | 4-2     | Thuận An Thừa Thiên Huế |
| --------- | ------- | ----------------------- |
|           | Kết quả |                         |

## Tổng kết mùa giải
- Đội vô địch: Khánh Hòa
- Đội thứ Nhì: Thuận An Huế
- Đồng giải Ba: Quang Huy Mobile - Khánh Hòa và VietComBank Quảng Nam
- Đội đoạt giải phong cách: Thuận An Huế
- Cầu thủ xuất sắc nhất giải: Nguyễn Văn Hiền (số 7 – Thuận An Huế)
- Thủ môn xuất sắc nhất giải: Trang Quốc Hoàng (số 1 – Khánh Hòa)
- Cầu thủ ghi nhiều bàn thắng nhất: Dương Chí Hùng (số 10 – Pymepharco Phú Yên, 8 bàn thắng)